# Suède au Concours Eurovision de la chanson 1999
La Suède a participé au Concours Eurovision de la chanson 1999 à Jérusalem, en Israël. C'est la 39e participation ainsi que la 4e victoire suédoise au Concours Eurovision de la chanson.
Le pays est représenté par Charlotte Nilsson et la chanson Tusen och en natt (Take Me to Your Heaven à l'Eurovision), sélectionnées au moyen du Melodifestivalen organisé par Sveriges Television.

## Sélection

### Melodifestivalen 1999
Le radiodiffuseur suédois, Sveriges Television (SVT), organise la 38e édition du Melodifestivalen pour sélectionner l'artiste et la chanson représentant la Suède au Concours Eurovision de la chanson 1999.
La finale nationale, présentée par Anders Lundin (en) et Vendela Kirsebom, a lieu le 27 février 1999 au Stockholmsmässan (en) à Stockholm.
Les chansons sont toutes interprétées en suédois, langue nationale de la Suède. La chanson sélectionnée fut interprétée en anglais lors de l'Eurovision 1999.
Lors de cette sélection, c'est la chanteuse Charlotte Nilsson, aujourd'hui Charlotte Perrelli, et la chanson Tusen och en natt (interprétée en anglais à l'Eurovision 1999 sous le titre Take Me to Your Heaven), écrite par Gert Lengstrand et Marcos Ubeda et composée par Lars Diedricson (sv) qui furent choisies.

#### Finale
| Ordre | Artiste                | Chanson                      | Traduction                   | Points | Place |
| ----- | ---------------------- | ---------------------------- | ---------------------------- | ------ | ----- |
| 1     | Charlotte Nilsson      | Tusen och en natt            | Mille et Une Nuits           | 217    | 1     |
| 2     | Crosstalk (sv)         | Det gäller dej och mej       | C'est à propos de toi et moi | 87     | 6     |
| 3     | Janica                 | Jag kan se dig               | Je peux te voir              | 66     | 7     |
| 4     | Drömhus (en)           | Stjärna på himmelen          | Étoile dans le ciel          | 148    | 2     |
| 5     | Roger Pontare (en)     | Som av is                    | Comme de la glace            | 98     | 5     |
| 6     | Martin Svensson (en)   | (Du är så) Yeah Yeah Wow Wow | (Tu es si) –                 | 109    | 4     |
| 7     | Christer Björkman (en) | Välkommen hem                | Bienvenue à la maison        | 6      | 10    |
| 8     | Ai (sv)                | Bilder av dig                | Images de toi                | 42     | 9     |
| 9     | Arvingarna (en)        | Det svär jag på              | Je jure                      | 114    | 3     |
| 10    | Cleo                   | Natten är min vän            | La nuit est mon amie         | 59     | 8     |

## À l'Eurovision

### Points attribués par la Suède
| 12 points | Islande            |
| 10 points | Estonie            |
| 8 points  | Danemark           |
| 7 points  | Autriche           |
| 6 points  | Bosnie-Herzégovine |
| 5 points  | Norvège            |
| 4 points  | Pays-Bas           |
| 3 points  | Israël             |
| 2 points  | Allemagne          |
| 1 point   | Croatie            |

### Points attribués à la Suède
| 12 points                                                      | 10 points                       | 8 points            | 7 points              | 6 points                                          |
| -------------------------------------------------------------- | ------------------------------- | ------------------- | --------------------- | ------------------------------------------------- |
| - Bosnie-Herzégovine - Estonie - Malte - Norvège - Royaume-Uni | - Danemark - Islande - Portugal | - Israël - Pays-Bas | - Belgique - Slovénie | - Autriche - Chypre - Espagne - Pologne - Turquie |
| 5 points                                                       | 4 points                        | 3 points            | 2 points              | 1 point                                           |
| - Irlande                                                      |                                 | - France - Lituanie | - Allemagne           |                                                   |

Charlotte Nilsson interprète Take Me to Your Heaven en 15e position, après Chypre et avant le Portugal. Au terme du vote final, la Suède termine 1re, obtenant 163 points, sur 23 pays.